# Iván Moro
Iván Moro Fernández (Madrid, 25 de diciembre de 1974 - ) es un deportista español, en la disciplina de waterpolo.

## Biografía
Jugó con la selección española que ganó la medalla de oro en la olimpiada de 1996 en Atlanta. 
Creció en Alcorcón donde comenzó a jugar a waterpolo en el Club Natación Ondarreta, con sus hermanos mayores, Daniel Moro y Oscar Moro.
Daniel e Iván emigraron a Barcelona y jugaron en varios equipos de la liga de división de honor de waterpolo española y en la selección española.
La ciudad de Alcorcón puso el nombre de Iván Moro a una de sus piscinas.
En 2004 se fundó en Alcorcón la escuela de Triatlón Iván Moro con el fin de difundir el triatlón entre los más jóvenes. En 2006, el ayuntamiento de Alcorcón le nombró Gerente de la Fundación Alcorcón para el Deporte
En 2011 recibió la Medalla de Oro de la Real Orden del Mérito Deportivo.

## Clubes
- Club Natación Ondarreta (1983-1993) ( España)
- Club Natació Barcelona (1993-1996) ( España)
- Real Canoe Natación Club (1996-2001) ( España)
- Club Natació Atlètic-Barceloneta (2001-2005) ( España)
- Club Natación Ondarreta (2005-) ( España)

## Títulos
En club como jugador
- 5 Ligas de España de waterpolo (1995, 1996, 1999, 2000 y 2003)
- 3 Copas de España de waterpolo (1995 y 1996)
- Una supercopa de España de waterpolo (2002)
- Una Copa LEN (1995) con el Club Natació Barcelona[3]

Como jugador de la selección española
- Oro en los campeonatos del mundo de Fukuoka (2001)
- 4º en los juegos olímpicos de Sídney 2000
- Oro en los campeonatos del mundo de Perth (1998)
- Oro en las Juegos Olímpicos de Atlanta (1996)
- Bronce en la copa del mundo FINA 1999
- Bronce en los juegos del Mediterráneo de 1997
- Plata en los Goodwill Games 1998

## Participaciones en Copas del Mundo
- Juegos Olímpicos de Atlanta 1996
- Campeonato Mundial de Natación de  Perth 1998
- Juegos Olímpicos de Sídney 2000
- Campeonato Mundial de Natación Fukuoka 2001
- Juegos Olímpicos de Atenas 2004